# Chrysopa bonnini
Chrysopa bonnini är en insektsart som beskrevs av Marc Lacroix 1919. Chrysopa bonnini ingår i släktet Chrysopa och familjen guldögonsländor. Inga underarter finns listade i Catalogue of Life.